# Refah Partisi
El Refah Partisi (‘Partit del Benestar’) fou un partit polític turc famós per la seva orientació islamista moderada. Va ser fundat el 1983 per Ahmed Tekdal a Ankara de la unió del Partit de l'Ordre Nacional (turc: Milli Nizam Partisi, MNP) i el Partit de Salvació Nacional (turc: Milli Selamet Partisi, MSP). A les eleccions locals de 1984 va obtenir un 4% dels vots i l'alcaldia de ciutats com Konya, Van i Şanlıurfa
A principis de 1990 Necmettin Erbakan fou nomenat cap del partit i a les eleccions locals de 1994 va obtenir vora el 20% dels vots. Alhora, fou el partit més votat a les eleccions legislatives turques de 1995, en les quals va obtenir 158 diputats i el 21% dels vots, convertint-se en el primer partit religiós de Turquia a guanyar unes eleccions generals. Erbakan fou nomenat primer ministre de Turquia el 1996 al capdavant d'una nova coalició després d'haver format una aliança de centredreta formada com oposició i que va col·lapsar després d'uns mesos. Les polítiques pro-islamistes del partit van provocar-li un conflicte amb l'exèrcit i altres òrgans laics del país, de manera que fou prohibit el 1997 per violar el secularisme de la constitució turca. La prohibició va ser confirmada pel Tribunal Europeu de Drets Humans (CEDH) el 13 de febrer de 2003. Aquesta decisió va ser criticada per Human Rights Watch per falta de coherència, ja que el CEDH s'havia negat a la dissolució d'altres partits en diverses ocasions. Els seus seguidors van formar poc després el Fazilet Partisi.

## Resultats electorals

### Gran Assemblea Nacional
| Any  | Lider             | Vots      | %     | Escons    | Govern   |
| ---- | ----------------- | --------- | ----- | --------- | -------- |
| 1987 | Necmettin Erbakan | 1,717,425 | 7.20  | 0 / 450   | Oposició |
| 1991 | Necmettin Erbakan | 4,121,355 | 16.87 | 62 / 450  | Oposició |
| 1991 | Necmettin Erbakan | 4,121,355 | 16.87 | 62 / 450  | Oposició |
| 1995 | Necmettin Erbakan | 6,012,450 | 21.38 | 158 / 550 | Oposició |
| 1995 | Necmettin Erbakan | 6,012,450 | 21.38 | 158 / 550 | Oposició |
| 1995 | Necmettin Erbakan | 6,012,450 | 21.38 | 158 / 550 | Coalició |
| 1995 | Necmettin Erbakan | 6,012,450 | 21.38 | 158 / 550 | Oposició |
| 1995 | Necmettin Erbakan | 6,012,450 | 21.38 | 158 / 550 | Oposició |

### Eleccions locals
| Any  | Lider             | Consell Provincial | Consell Provincial | Municipalitats |
| Any  | Lider             | Vots               | %                  | Municipalitats |
| ---- | ----------------- | ------------------ | ------------------ | -------------- |
| 1984 | Ahmet Tekdal      | 780.342            | 4.40               | 16 / 1.700     |
| 1989 | Necmettin Erbakan | 2.170.431          | 9.80               | 74 / 1.984     |
| 1994 | Necmettin Erbakan | 5.388.195          | 19.14              | 329 / 2.695    |